# Cédric Berrest
Cédric Berrest (Tolosa, 2 aprile 1985) è un canottiere francese, vincitore della medaglia di bronzo nel 4 di coppia alle olimpiadi di Pechino 2008.

## Palmarès
- Olimpiadi

Pechino 2008: bronzo nel 4 di coppia.
- Campionati del mondo di canottaggio

2007 - Monaco di Baviera: argento nel 4 di coppia.
2010 - Cambridge: bronzo nel 2 di coppia.
2011 - Bled: bronzo nel 2 di coppia.